# Клескуши
Клескуши — деревня в Осьминском сельском поселении Лужского района Ленинградской области.

## История
Впервые упоминается в писцовых книгах Шелонской пятины 1571 года, как деревня Клескушино — 2 обжи в Дремяцком погосте Новгородского уезда.
Как деревня Клескуши она обозначена на карте Санкт-Петербургской губернии Ф. Ф. Шуберта 1834 года.

КЛЕСКУШИ — деревня, принадлежит: коллежскому секретарю Глотову, число жителей по ревизии: 9 м. п., 11 ж. п.

дворянке девице Глотовой, число жителей по ревизии: 4 м. п., 6 ж. п.

генерал-аншефу Сукину, число жителей по ревизии: 16 м. п., 14 ж. п.

помещице Улите Заболоцкой, число жителей по ревизии: 11 м. п., 10 ж. п. (1838 год)

Деревня Клескуши отмечена на карте профессора С. С. Куторги 1852 года.

КЛЕСКУШИ — деревня господ Глотовых, по просёлочной дороге, число дворов — 10, число душ — 45 м. п. (1856 год)

Согласно X-ой ревизии 1857 года деревня состояла из четырёх частей:

1-я часть: число жителей — 16 м. п., ? ж. п.
 
2-я часть: число жителей — 17 м. п., 21 ж. п.
 
3-я часть: число жителей — 15 м. п., 13 ж. п. (из них дворовых людей — 4 м. п., 2 ж. п.)
 
4-я часть: число жителей — 3 м. п., 8 ж. п.

КЛЕСКУШИ — деревня владельческая при реке Луге, число дворов — 13, число жителей: 44 м. п., 50 ж. п. (1862 год)

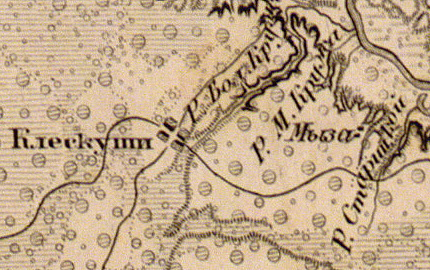
Деревня Клескуши на карте 1863 года

В 1869 году временнообязанные крестьяне деревни выкупили свои земельные наделы у А. С. Глинки-Мавриной и стали собственниками земли.
Согласно подворной описи Клескушского общества Кологородской волости 1882 года, деревня состояла из четырёх частей:
 
1) бывшее имение Мулюкова, домов — 10, душевых наделов — 15, семей — 7, число жителей — 22 м. п., 24 ж. п.; разряд крестьян — водворённые на земле мелкопоместных владельцев.
  
2) бывшее имение Мавриных, домов — 13, душевых наделов — 17, семей — 9, число жителей — 21 м. п.,25 ж. п.; разряд крестьян — собственники.

1) бывшее имение А. Глотова, домов — 12, душевых наделов — 10, семей — 7, число жителей — 24 м. п., 23 ж. п.; разряд крестьян — собственники.
  
2) бывшее имение Е. Глотовой, домов — 4, душевых наделов — нет, семей — 2, число жителей — 10 м. п., 6 ж. п.; разряд крестьян — водворённые на собственной земле.
Согласно материалам по статистике народного хозяйства Лужского уезда 1891 года, одно из имений при селении Клескуши площадью 2551 десятина принадлежало дворянам Глинкам-Мавриным, имение было приобретено до 1868 года; второе имение, площадью 915 десятин, принадлежало купцу Н. А. Закревскому, имение было приобретено в 1882 году за 5604 рубля; третье имение, площадью 608 десятин, принадлежало крестьянам Ярославской губернии В. В. Козлову и И. П. Петрову, имение было приобретено в 1887 году за 6880 рублей; ещё одно имение при селении Клескуши — Новолужское, площадью 251 десятина принадлежало купцу С. Т. Кудряшову, имение было приобретено в 1880 году за 600 рублей; кроме того, пустошь Еран при селении Клескуши площадью 77 десятин принадлежала местному крестьянину А. Васильеву, пустошь была приобретена в 1876 году за 500 рублей.
В XIX — начале XX века деревня административно относилась к Красногорской волости 2-го земского участка 1-го стана Лужского уезда Санкт-Петербургской губернии.
По данным «Памятной книжки Санкт-Петербургской губернии» за 1905 год деревня Клескуши входила в Клескушское сельское общество, землями деревни владели: 
- крестьянин Густав Бауман — 45 десятин
- крестьянин Якоб Бауман — 25 десятин
- мещанин Якоб Василь — 21 десятина
- купец Нахим Симонович Гермонт — 667 десятин
- статский советник Владимир Борисович Глинка-Маврин — 800 десятин
- жена машиниста Анна Ивановна Гросенберг — 51 десятина
- крестьянин Тенор Домер — 50 десятин
- потомственный почётный гражданин Дмитрий Петрович Зайцев — 657 десятин
- крестьянин Леонтий Кондратьев — 65 десятин
- мещане Ян и Юрий Крумберги — 75 десятин
- крестьянин Алексей Мелентьев — 65 десятин
- крестьянин Микхель Михелевич Микк — 22 десятины
- крестьянин Модли Микман — 99 десятин
- крестьянине Алексей Семёнов и Пётр Максимов с товарищами — 78 десятин
- мещанин Ян Янсонович Тасс — 76 десятин
- мещанин Юган Иоганнович Юргенс — 40 десятин[11].

С 1917 по 1927 год деревня Клескуши входила в состав Клескушского сельсовета Красногорской волости Лужского уезда.
С 1927 года, в составе Толмачёвской волости, а затем Осьминского района.
В 1928 году население деревни Клескуши составляло 377 человек.
По данным 1933 года деревня Клескуши являлась административным центром Клескушского сельсовета Осьминского района, в который входили 3 населённых пункта: деревни Клескуши, Клескуши-Горка и Накол, общей численностью населения 803 человека.
По данным 1936 года деревня называлась Клескущи и являлась административным центром Клескущского сельсовета, в который входили 6 населённых пунктов, 142 хозяйства и 3 колхоза.
C 1 августа 1941 года по 31 января 1944 года деревня находилась в оккупации.
С 1961 года, в составе Волосовского района.
С 1963 года, в составе Кингисеппского района.
С 1965 года, вновь в составе Волосовского района. В 1965 году население деревни Клескуши составляло 120 человек.
По данным 1966 года деревня Клескуши входила в состав Клескушского сельсовета Волосовского района.
По данным 1973 и 1990 годов деревня Клескуши входила в состав Осьминского сельсовета Лужского района.
По данным 1997 года в деревне Клескуши Осьминской волости проживали 28 человек, в 2002 году — 29 человек (русские — 97 %).
В 2007 году в деревне Клескуши Осьминского СП проживали 10 человек.

## География
Деревня расположена в северной части района к северу от автодороги 41А-186 (Толмачёво — автодорога «Нарва»).
Расстояние до административного центра поселения — 29 км.
Расстояние до ближайшей железнодорожной станции Толмачёво — 48 км.
Деревня находится близ левого берега реки Луга, через деревню протекает Кружайский ручей.

## Демография
| 1838 | 1862 | 1928 | 1965 | 1997 | 2007 | 2010 |
| ---- | ---- | ---- | ---- | ---- | ---- | ---- |
| 81   | ↗94  | ↗377 | ↘120 | ↘28  | ↘10  | ↘9   |
| 2017 |      |      |      |      |      |      |
| ↗13  |      |      |      |      |      |      |

## Достопримечательности
Почитаемый, как святой, пещерный источник Кузовница.

## Улицы
Боровая, Тихая.